# موسو سوسه‌کی
موسو سوسه‌کی (به ژاپنی: 夢窓 疎石 Musō Soseki); ۱ ژانویهٔ ۱۲۷۵ – ۲۰ اکتبر ۱۳۵۱) سیاستمدار، شاعر، آموزگار، فیلسوف، و خوشنویس اهل ژاپن بود.